# Alija bint Ali
Alija bint Ali (arab. ‏عالية بنت علي‎; ur. 1911 w Mekce, zm. 21 grudnia 1950 w Bagdadzie) – księżniczka arabska i poprzez małżeństwo ostatnia królowa Iraku (jej syn nie ożenił się). Pochodziła z dynastii Haszymidów.

## Życiorys
Była drugim z pięciorga dzieci Alego ibn Husajna – króla Hidżazu i szarifa Mekki w latach 1924–1925 oraz jego żony Nafissy Chanum. Młodszym bratem Aliji był Abd al-Ilah (następca tronu Hidżazu, a następnie regent Iraku).
25 stycznia 1934 w Bagdadzie poślubiła swojego brata stryjecznego – króla Iraku Ghaziego I (1912–1939). Para miała jednego syna – ostatniego króla Iraku Fajsala II (1935–1958).